# Адамс (округ, Вашингтон)
Адамс (англ. Adams County) — округ, расположенный в штате Вашингтон. Население — 16428 человек (2000). Административный центр — Рицвилл (англ. Ritzville).

## География и климат
Округ занимает площадь 4999 км², из которых 13 км² приходится на воду.

### Водные ресурсы
- Река Колумбия
- Озеро Мозес

### Автомагистрали
- Interstate 90
- US Route 395

### Прилегающие округа
- Линкольн, штат Вашингтон — на севере
- Уитмен, штат Вашингтон — на востоке
- Франклин, штат Вашингтон — на юге
- Грант, штат Вашингтон — на западе

### Особо охраняемые природные территории
- Колумбийский национальный заповедник
- Ханфордский национальный памятник

## Демография
По итогам переписи населения в 2000 году, в городе проживало 16428 человек, 5229 домашних хозяйств и 4094 семьи. Плотность населения составила 8 человек на квадратную милю (8 человек на км²). Было 5773 единиц жилья при средней плотности 3 единицы жилья на квадратную милю (1 единица на км²). Расовый состав населения города - 64,96% белых, 0,28% афроамериканцев, 0,68% коренных американцев, 0,60% азиатов, 0,04% жителей тихоокеанских островов, 30,69% жителей прочих рас и 2,75% жителей смешанных рас. Жители немецкого происхождения составляют 16,83%, американского - 6,2%, английского - 5,6% от общей численности населения. 57% населения считают своим родным языком английский, 41,7% - испанский, 1,2% - немецкий.
В городе 5229 домашних хозяйств, из них 44,0% имели детей в возрасте до 18 лет, 63,5% - состояли в браке и жили совместно, 10,1% - женщины-одиночки, а 21,7% - не имели семей. 18,7% всех домохозяйств состоят из одного человека, 7,7% - лица старше 65 лет, живущие в одиночку. Средний размер домохозяйства - 3,09 человека, а средний размер семьи - 3,52 человека.
Возрастной состав населения города - 34,2% жителей в возрасте до 18 лет, 9,8% - от 18 по 24, 26,3% - от 25 до 44 лет, 19,4% - от 45 до 64 лет и 10,4% - 65 лет и старше. Средний возраст составил 30 лет. На каждые 100 женщин приходилось 104,5 мужчины. На каждые 100 женщин возрастом старше 18 лет приходилось 102,1 мужчины.
Среднегодовой доход домашних хозяйств в городе составил $ 33888, а среднегодовой доход семей - $ 37075. У мужчин среднегодовой доход составляет $ 28740 против $ 21597 у женщин. Среднегодовой доход на душу населения в городе составил $ 13534. 13,6% семей и 18,2% населения находились ниже черты бедности, в том числе 24% - лица в возрасте до 18 лет и 8,9% - лица старше 65 лет.